# ISO 3166-2:AT
ISO 3166-2:AT são o grupo de códigos definidos em ISO 3166-2, parte do padrão ISO 3166 publicado pela Organização Internacional para Padronização (ISO), para os nomes das principais subdivisões da Áustria.
Os códigos cobrem 9 estados. Cada código é composto de duas partes, separadas por um hífen. A primeira parte é AT, o ISO 3166-1 alfa-2 código da Áustria, e a segunda parte é um dígito subcódigo.

## Códigos atuais
Códigos ISO 3166 e nomes de subdivisões são listados como publicada pela Maintenance Agency (ISO 3166/MA). As colunas podem ser classificadas clicando nos respectivos botões.
| Código | Nome do Estado |
| ------ | -------------- |
| AT-1   | Burgenland     |
| AT-2   | Caríntia       |
| AT-3   | Baixa Áustria  |
| AT-4   | Alta Áustria   |
| AT-5   | Salzburgo      |
| AT-6   | Estíria        |
| AT-7   | Tirol          |
| AT-8   | Vorarlberg     |
| AT-9   | Viena          |